# Вудильник чорночервоний
Вуди́льник чорночеревний (Lophius budegassa) — риба родини вудильникових. Поширений у східній Атлантиці від Британських островів до Сенегалу; також у Середземному морі та в південній частині Чорного моря. Морська глибоководна риба, що сягає 100 см довжиною, живе до 21 років.